# Distretto di Antsohihy
Il distretto di Antsohihy è un distretto del Madagascar situato nella regione di Sofia. 
La popolazione del distretto è di 130 222 abitanti (censimento 2011).